# Неос Ксериас
Неос Ксериас (на гръцки: Νέος Ξεριάς) е село в Гърция, дем Места (Нестос), административна област Източна Македония и Тракия. 

## География
Разположено е на около 10 километра от демовия център Саръшабан (Хрисопули) и на около 35 километра от Кавала, на надморска височина от 100 метра.

## История
Селото е изградено в 70-те години на XX век от жителите на разположеното на 2 km на север село Курудере (Ксериас), които постепенно се преместват в него.
Става част от тогавашния дем Саръшабан по закона Каподистрияс от 1997 година. С въвеждането на закона Каликратис, Неос Ксериас става част от дем Места.
Според преброяването от 2001 година има 503 жители, а според преброяването от 2011 година има 468 жители.
| Година    | 1913 | 1920 | 1928 | 1940 | 1951 | 1961 | 1971 | 1981 | 1991 | 2001 | 2011 | 2021 |
| --------- | ---- | ---- | ---- | ---- | ---- | ---- | ---- | ---- | ---- | ---- | ---- | ---- |
| Население |      |      |      |      |      |      |      | 202  | 75   | 503  | 468  | 391  |